# European Fistball Association
Die European Fistball Association (EFA) ist der europäische Kontinentalverband der International Fistball Association (IFA) mit Sitz in Lausanne (Schweiz) und dient dem Zusammenschluss der nationalen Faustballverbände Europas. Die EFA wurde im November 2015 während der Männer-Faustball-Weltmeisterschaft in Villa General Belgrano (Argentinien) gegründet.
Am 1. Januar 2016 nahm die European Fistball Association ihre Arbeit offiziell auf.

## Organisation

### Präsident
Franco Giori aus Olten wurde 2015 zum ersten Präsidenten der EFA gewählt und vertritt diese nach innen und außen. 

### Generalsekretär
Der Generalsekretär sorgt für den reibungslosen Ablauf der Verwaltungsgeschäfte und ist für die Bereiche Marketing/Öffentlichkeitsarbeit und Verbreitung zuständig.
Aktueller Generalsekretär ist Jakob Gasse aus Deutschland.

### Präsidium EFA
Zum aktuellen Präsidium der European Fistball Association zählen sieben Personen.
| Name               | Nationalität | Funktion                             | von        | bis |
| ------------------ | ------------ | ------------------------------------ | ---------- | --- |
| Franco Giori       | Schweiz      | Präsident                            | 17.11.2015 |     |
| Jakob Gasse        | Deutschland  | Generalsekretär                      | 09.06.2022 |     |
| Andreas Steinbauer | Schweiz      | Vorsitzender Sportkommission         | 09.06.2022 |     |
| Jürgen Albrecht    | Deutschland  | Finanzchef                           | 17.11.2015 |     |
| Johanna Einsiedler | Österreich   | Jugendwesen                          | 09.06.2022 |     |
| Cassandra Hagen    | Serbien      | Öffentlichkeitsarbeit/Gleichstellung | 09.06.2022 |     |
| Ctirad Grüner      | Tschechien   | Vertreter kleiner Verbände           | 21.08.2024 |     |
| Gerhard Zeller     | Österreich   | Beisitzer                            | 17.11.2015 |     |
| Uwe Schneider      | Deutschland  | Beisitzer                            | 21.08.2024 |     |

### Kommissionen
Sportkommission
Sie ist ständige Kommission der EFA. Der Vorsitzende ist gleichzeitig auch Mitglied des Präsidiums und hat Stimmrecht. 
Aktuell Mitglieder der Sportkommissionen sind: 
- Andreas Steinbauer ( Schweiz) (Vorsitzender): Wettbewerbe Nationalmannschaften
- Uwe Schneider ( Deutschland): Wettbewerbe Vereinsmannschaften
- Wolfgang Weiß ( Österreich): Schiedsrichterwesen

## Mitgliedsverbände
| \| Land \| Verband \| \| ----------- \| ------------------------------------- \| \| Belgien \| Belgian Fistball Association (BFA) \| \| Deutschland \| Deutsche Faustball-Liga (DFBL) \| \| Italien \| Federazione Italiana Faustball (FIF) \| \| Niederlande \| Nederlandse Vuistbal Bond (NVB) \| \| Österreich \| Österreichischer Faustballbund (ÖFBB) \| \| Polen \| Polish Fistball Association (PFA) \| \| Schweiz \| Swiss Faustball (SF) \| \| Serbien \| Fistball Savez Srbije (FBSS) \| \| Spanien \| Associació Fistball Spain \| \| Tschechien \| Czech Fistball Association (CFA) \| | Folgende Länder sind von der IFA und EFA anerkannt: - Albanien - Dänemark - Griechenland - Vereinigtes Königreich - Island - Litauen - Malta - Nordmazedonien - Schweden - Slowenien - Ukraine - Ungarn - Zypern |
| Land | Verband |
| Belgien | Belgian Fistball Association (BFA) |
| Deutschland | Deutsche Faustball-Liga (DFBL) |
| Italien | Federazione Italiana Faustball (FIF) |
| Niederlande | Nederlandse Vuistbal Bond (NVB) |
| Österreich | Österreichischer Faustballbund (ÖFBB) |
| Polen | Polish Fistball Association (PFA) |
| Schweiz | Swiss Faustball (SF) |
| Serbien | Fistball Savez Srbije (FBSS) |
| Spanien | Associació Fistball Spain |
| Tschechien | Czech Fistball Association (CFA) |

## Wettbewerbe

### Nationalmannschaften
- Faustball-Europameisterschaften der Männer
- Faustball-Europameisterschaften der Frauen
- Faustball-Europameisterschaften der männlichen U21
- Faustball-Europameisterschaften der männlichen U18
- Faustball-Europameisterschaften der weiblichen U18

### Vereinsmannschaften
- EFA Champions Cup der Männer (Feld)
- EFA Champions Cup der Frauen (Feld)
- EFA European Cup der Männer (Feld)
- EFA Champions Cup der Männer (Halle) – EFA Men‘s Champions Cup Indoor
- EFA Champions Cup der Frauen (Halle) – EFA Women‘s Champions Cup Indoor